# Piz Daint
Piz Daint — суперкомпьютер, установленный в Швейцарском национальном суперкомпьютерном центре. Назван в честь горы Дайнт в массиве Ортлес в Альпах.
Первый вариант суперкомпьютера, построенный на базе Cray XC30, был запущен в декабре 2012 года. В 2013 году к нему была добавлена система Piz Dora (по имени соседней горы Дора) масштабом 1256 узлов на базе Cray XC40. В ноябре 2016 года было произведено обновление Piz Daint и Piz Dora с объединением их в общую систему Cray XC50/XC40, дополнительно оснащённую графическими ускорителями Nvidia Tesla P100.
В период 2016—2018 годов система находилась на 3-м месте в списке Top500 мощнейших суперкомпьютеров, в ноябре 2018 года перешла на 5-е место, оставшись при этом самым мощным суперкомпьютером в Европе.